# Missy (Vaud)
Missy es una comuna de Suiza perteneciente al distrito de Broye-Vully del cantón de Vaud.
En 2018 tenía una población de 368 habitantes.
Se conoce la existencia de la localidad en documentos desde 1148, cuando se menciona con el nombre de Missiacum. En la Edad Media pertenecía al priorato de Payerne, aunque el señorío de Grandcour tenía también derechos sobre la localidad. A lo largo de la historia siguió vinculado siempre a las distintas jurisdicciones de Payerne, perteneciendo al distrito de Payerne hasta la reforma territorial de 2007-2008.
Se ubica a medio camino entre Yverdon-les-Bains y Berna sobre la carretera 1, unos 5 km al noreste de la capital distrital Payerne, en el límite con el cantón de Friburgo.